# Чжунвей
Чжунвей (кит. спр. 中卫市, піньїнь: Zhōngwèi Shì) — місто-округ в китайській автономії Нінся.

## Географія
Чжунвей розташовується на заході провінції, в межах Лесового плато. Лежить на річці Хуанхе.

### Клімат
Місто розташоване в зоні, котра характеризується кліматом тропічних степів. Найтепліший місяць — липень із середньою температурою 22,8 °C. Найхолодніший місяць — січень, із середньою температурою −6,1 °C.
| Клімат Чжунвея (Чжуннін) | Клімат Чжунвея (Чжуннін) | Клімат Чжунвея (Чжуннін) | Клімат Чжунвея (Чжуннін) | Клімат Чжунвея (Чжуннін) | Клімат Чжунвея (Чжуннін) | Клімат Чжунвея (Чжуннін) | Клімат Чжунвея (Чжуннін) | Клімат Чжунвея (Чжуннін) | Клімат Чжунвея (Чжуннін) | Клімат Чжунвея (Чжуннін) | Клімат Чжунвея (Чжуннін) | Клімат Чжунвея (Чжуннін) | Клімат Чжунвея (Чжуннін) |
| Показник                 | Січ.                     | Лют.                     | Бер.                     | Квіт.                    | Трав.                    | Черв.                    | Лип.                     | Серп.                    | Вер.                     | Жовт.                    | Лист.                    | Груд.                    | Рік                      |
| Середній максимум, °C    | 0                        | 4                        | 11                       | 19                       | 24                       | 27                       | 29                       | 27                       | 23                       | 17                       | 8                        | 1                        | 15                       |
| Середня температура, °C  | −6                       | −2                       | 4                        | 11                       | 17                       | 21                       | 23                       | 21                       | 16                       | 10                       | 2                        | −4                       | 9                        |
| Середній мінімум, °C     | −13                      | −9                       | −2                       | 4                        | 10                       | 14                       | 17                       | 16                       | 10                       | 3                        | −3                       | −10                      | 3                        |
| Норма опадів, мм         | 1                        | 2                        | 5                        | 11                       | 20                       | 23                       | 44                       | 64                       | 35                       | 14                       | 4                        | 1                        | 223                      |
| ------------------------ | ------------------------ | ------------------------ | ------------------------ | ------------------------ | ------------------------ | ------------------------ | ------------------------ | ------------------------ | ------------------------ | ------------------------ | ------------------------ | ------------------------ | ------------------------ |
| Джерело: Weatherbase     |                          |                          |                          |                          |                          |                          |                          |                          |                          |                          |                          |                          |                          |

## Транспорт
- Наприкінці 2022 року місто отримало високошвидкісне залізничне сполучення із Ланьчжоу, перегін Їньчуань — Чжунвей було відкрито 29 грудня 2019-го[3].